# Chrześcijańska Wspólnota Ewangeliczna
Chrześcijańska Wspólnota Ewangeliczna – ewangelikalny związek wyznaniowy z główną siedzibą w Bielsku-Białej, gdzie mieści się jej zbór centralny. Pastorem bielskiego zboru jest Andrzej Cyrikas. Wspólnota jest członkiem Rady Zborów Ewangelicznych.
Kancelaria Kościoła mieści się w Bielsku-Białej, natomiast Biuro Kościoła zlokalizowane jest w Tarnowskich Górach. Kościół prowadzi księgarnie chrześcijańskie w Bielsku-Białej, Inowrocławiu i Tarnowskich Górach. Zajmuje się także działalnością duszpasterską na terenie zakładów karnych oraz wsparciem dla osób pragnących ją świadczyć. Wspólnota świadczy również pomoc byłym Świadkom Jehowy. Realizowane jest nauczanie katechetyczne.

## Historia
Chrześcijańska Wspólnota Ewangeliczna została powołana w 1989 i początkowo do jej członków należały głównie osoby działające wcześniej w strukturach rzymskokatolickego Ruchu Odnowy w Duchu Świętym. Została zarejestrowana jako samodzielny związek wyznaniowy wpisany do rejestru kościołów i innych związków wyznaniowych MSWiA 25 lipca 1990, w dziale A pod numerem 46. W 1991 razem ze Zborem Ewangelicznym „Syjon” w Dzięgielowie oraz Zborem Ewangelicznym „Betel” w Katowicach powołała Radę Zborów Ewangelicznych.
Według Narodowego Spisu Powszechnego Ludności i Mieszkań z 2011 do Chrześcijańskiej Wspólnoty Ewangelicznej zadeklarowało przynależność 615 osób.
Do 2017 Chrześcijańska Wspólnota Ewangeliczna działała jako samodzielny zbór z siedzibą w Bielsku-Białej. Wówczas przyłączył się do niej kolejny, do tej pory niezależny zbór w Kielcach. W 2018 roku wspólnota liczyła 200 wiernych, z czego 170 osób w zborze w Bielsku-Białej i 30 osób w zborze w Kielcach.
W 2020 zapoczątkowany został intensywny rozwój Kościoła. W sierpniu 2023 roku należało do niego 16 zborów i 113 placówek, zarówno na terenie kraju, jak i działających za granicą, w styczniu 2024 skupiał 17 zborów oraz 114 placówek, natomiast do czerwca 2024 liczba ta spadła do 15 zborów i 106 placówek. Po przekształceniu w zbór placówki misyjnej w Żorach liczba zborów w listopadzie 2024 wynosiła 16, natomiast placówek misyjnych – 96. Działał również jeden punkt informacyjny. W lutym 2025 w skład Chrześcijańskiej Wspólnoty Ewangelicznej wchodziło 12 zborów na terenie Polski oraz 3 zbory zagraniczne, jak również placówek 72 placówki misyjne w Polsce i 19 zagranicznych, a ponadto 1 punkt informacyjny.

## Zbory i placówki
Do Chrześcijańskiej Wspólnoty Ewangelicznej należą następujące zbory i placówki:

### Zbory
- Bielsko-Biała (Zbór Centralny)
- Chełm
- Drawsko Pomorskie
- Inowrocław
- Jarosław
- Jelenia Góra
- Kielce
- Koło
- Lublin
- Łódź
- Tarnowskie Góry („Nowe Narodzenie”)
- Żory
- Irlandia:
  - Ashbourne
- Wielka Brytania:
  - Southampton
  - Spalding

### Placówki misyjne w Polsce
| - Białystok - Bodzechów - Bodzęcin - Brzeg - Brzeszcze - Bydgoszcz: - Bydgoszcz 1 - Bydgoszcz 2 - Bystrzyca Stara - Bytom: - Bytom 1 - Bytom 2 - Chełmsko Śląskie - Chorzów/Katowice - Cząstkowice - Czechowice-Dziedzice - Częstochowa - Częstochowa 1 - Częstochowa 2 - Dąbrowa Górnicza - Ełk - Gliwice - Goleszów - Gorlice - Gorzeń Dolny - Grodzisk Mazowiecki |  | - Jastrzębie-Zdrój - Jędrzejów - Kalety - Kamienna Góra - Katowice 2 - Kobylnica - Krośnica - Lipsko - Łódź 2 - Majdan Królewski - Margonin - Mirsk - Myszków - Nadarzyn - Nockowa - Nowa Wieś Wielka - Nowe Chechło - Oława - Opole - Opole Lubelskie - Oświęcim - Racibórz - Ruda Śląska - Rzeszów - Skwierzyna - Solec-Zdrój |  | - Sosnowiec: - Sosnowiec 1 - Sosnowiec 2 - Spiczyn - Stare Kurowo - Sucha Beskidzka - Świdnik - Świdwin - Świnoujście - Tarnów - Tomaszów Lubelski - Toruń - Tyczyn - Ustka - Ustroń - Wielopole - Włocławek - Wodzisław Śląski - Wola Krzywiecka - Wrocław - Zabrze - Zamość - Zawiercie - Ząbkowice Śląskie |  |

### Placówki misyjne zagraniczne
| - Austria: - Klagenfurt am Wörthersee - Wiedeń - Belgia: - Kieldrecht - Hiszpania: - Teneryfa - Irlandia: - Arklow - Clane - Glencree Newport - Luksemburg: - Luksemburg |  | - Niemcy - Monachium - Norwegia: - Gransherad (Notodden) - Østbyvegen (Steinkjer) - Stany Zjednoczone: - Garfield (New Jersey) - Szwecja: - Åsljunga - Sztokholm - Węgry: - Pecz |  | - Wielka Brytania: - Edynburg - Gloucester - Leicester - Portadown |  |

### Punkt informacyjny
- Rybnik

## Statystyki

### Dane według statystycznych ankiet wyznaniowych
| Rok  | Liczba wiernych | Liczba zborów | Liczba domów modlitwy | Liczba duchownych |
| ---- | --------------- | ------------- | --------------------- | ----------------- |
| 2000 | 170             | 1             | 1                     | 5                 |
| 2005 | 120             | 1             | 1                     | 4                 |
| 2006 | 125             | 1             | 1                     | 4                 |
| 2007 | 130             | 1             | 1                     | 4                 |
| 2008 | 135             | 1             | 1                     | 5                 |
| 2011 | 150             | 1             | 1                     | 6                 |
| 2013 | 150             | 1             | 1                     | 12                |
| 2017 | 170             | 1             | 1                     | 6                 |
| 2018 | 200             | 2             | 2                     | 4                 |

### Dane według wyników spisów powszechnych
| Spis powszechny               | Liczba deklaracji |
| ----------------------------- | ----------------- |
| Narodowy Spis Powszechny 2011 | 615               |
| Narodowy Spis Powszechny 2021 | 852               |